# USS Milwaukee (CL-5)
Pour les autres navires du même nom, voir USS Milwaukee et Murmansk (croiseur).
L'USS Milwaukee (CL-5) est un croiseur léger de classe Omaha construit pour l'United States Navy au début des années 1920. Le deuxième croiseur de la classe est le troisième navire à avoir porté le nom de cette ville de l'État du Wisconsin.
Le Milwaukee est mis sur cale aux chantiers navals de la Seattle Construction & Drydock Company (en) à Seattle (État de Washington) le 13 décembre 1918, il est lancé le 24 mars 1922 et admis au service actif le 20 juin 1923.

## Historique

### Entre-deux-guerres

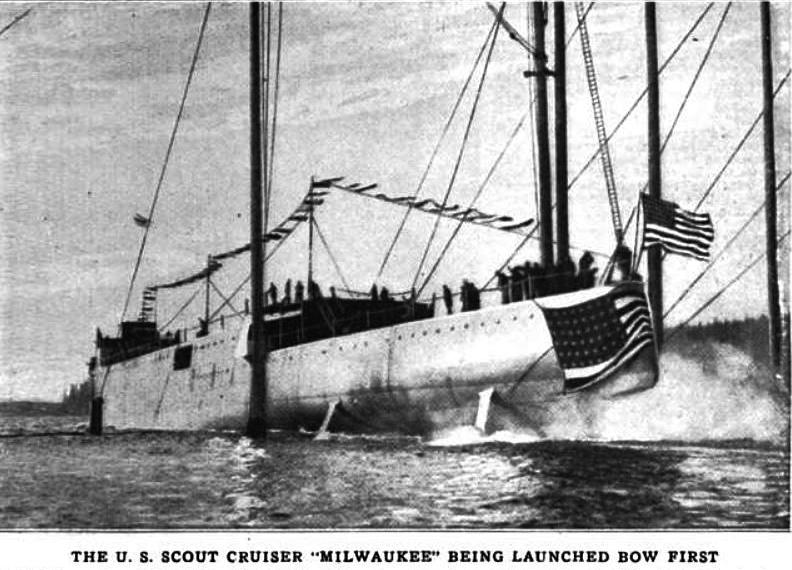
Le Milwaukee le jour de son lancement en 1921.

Après son admission au service actif, le nouveau croiseur effectue sa mise en condition opérationnelle dans le Pacifique avec des escales à Hawaï, Samoa, les Fidji et la Nouvelle-Calédonie avant de représenter la marine américaine au congrès Pan-Pacifique de sciences qui s'ouvre le 23 août 1923 avec comme thème la question de la détection sous-marine. Il effectue également une mission de renseignement dans les Marshall sous mandat japonais. Du 12 au 15 octobre 1924, le Milwaukee assure avec le Detroit et le transporteur de dirigeables Patoka la couverture du dirigeable transatlantique Los Angeles qui s'amarre à Lakehurst le 15 octobre.
Le Milwaukee passe la plus grande partie de l'entre-deux-guerres dans le Pacifique mais effectue des incursions dans les Caraïbes. Il secourt avec le destroyer Goff les victimes d'un ouragan à l'île des Pins en octobre 1926. Le 12 décembre 1937, les japonais attaquent la canonnière Panay qui patrouillait dans le Yangtze près de Hankou. Officiellement, il s'agissait d'une tragique erreur, mais en réalité, il s'agissait de tester la volonté des américains de rester dans la région. Les américains décident de renforcer leur dispositif sur place.
Le Milwaukee appareilla de San Diego le 3 janvier 1938 en direction l'Extrême Orient via Hawaï, Samoa, l'Australie, Singapour, les Philippines et Guam. Lorsque la tension retombe, le croiseur regagna la Californie le 27 août 1938. 

### Seconde Guerre mondiale
Lorsque le Japon attaque Pearl Harbor le 7 décembre 1941, le Milwaukee alors commandé par le capitaine Forrest B. Royal était immobilisé à l'arsenal de New York pour un carénage. Il quitte la « Big Apple » le 31 décembre 1941 en escortant un convoi en direction des Caraïbes, arrivant à Balboa (Panama) le 31 janvier 1942. Il passe le canal et prend en charge l'escorte de huit transports de troupes en direction des îles de la Société. Il regagne l'Atlantique en repassant le canal de Panama le 7 mars, faisant escale à Trinidad avant de gagner Recife (Brésil) où il retrouve les autres navires de la South Atlantic Patrol Force. 
Il passe les deux années suivantes à des missions de patrouille dans l'Atlantique Sud au large du Brésil. Le 19 mai, alors qu'il venait d'appareiller de l'île de l'Ascension, il reçoit un SOS venant du cargo brésilien SS Commandante Lyra qui venait d'être torpillé par le sous-marin italien Barbarigo. 
Arrivé sur place lendemain, le croiseur trouve le cargo abandonné, incendié à l'avant et à l'arrière. Le destroyer Moffett récupéra 16 survivants et le croiseurs 25 autres. L'Omaha et le destroyer McDougal arrivèrent bien vite sur place. Quant au cargo, il fut remorqué en direction de Fortaleza où il arriva le 24 mai 1942. 
Le 8 novembre 1942, le Milwaukee quitte Recife en compagnie de son sister-ship Cincinnati et du destroyer Somers pour localiser et intercepter les forceurs de blocus. Le 21 novembre, le Milwaukee repère le forceur de blocus Annaliese Essenberger qui s'identifie comme le cargo norvégien Sjhflbred. Le navire est intercepté à 06 h 51 le lendemain matin, mais les alliés arrivent trop tard pour empêcher le sabordage et le naufrage du navire. Le Milwaukee récupéra 62 prisonniers. 
Le 2 mai 1943 au matin, alors que le Milwaukee était en réparation à Recife, l'équipage du croiseur aida à éteindre l'incendie qui ravageait le pétrolier SS Livingston Roe. Il entra en collision avec son sister-ship Omaha le 31 mai au large des côtes du Brésil, mais les dégâts sont inconnus. Le Milwaukee continua ses opérations de patrouilles jusqu'au 8 février 1944, date à laquelle il quitta Bahia pour l'arsenal de New York afin d'être remis en état. Il quitta New York le 27 février pour assurer l'escorte des convois à direction de l'URSS, arrivant à Belfast le 8 mars 1944. 
Le 29 mars 1944, il quitta Belfast direction Mourmansk avec le convoi JW58 composé de 56 cargos et de 41 escorteurs. Ce convoi avait appareillé du Loch Ewe le 27 mars et arriva à destination le 4 avril 1944. Durant le transit, plusieurs attaques de sous-marins furent repoussés avec deux U-Boots détruits.

### Service dans la Marine soviétique et démolition

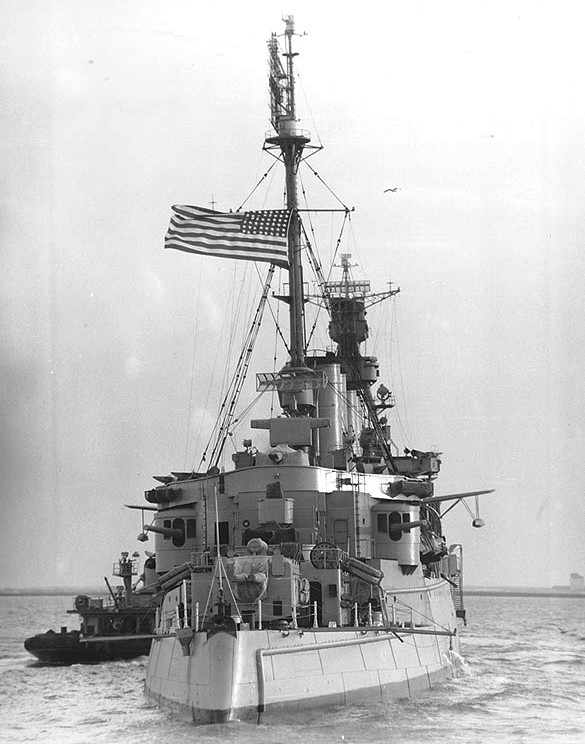
Le Milwaukee au Delaware le 16 mars 1949.

Le 20 avril 1944, pour anticiper le partage de la Regia Marina, le Milwaukee fut transféré à l'URSS et plus précisément à la flotte du Nord. Sous le nom de Murmansk, il effectua des patrouilles et des escortes de convois dans les eaux arctiques. 
La guerre terminée, il servit de navire d'entrainement, participant notamment aux manœuvres de 1948. Le 16 mars 1949, il est retourné aux États-Unis, ramené à l'arsenal de Philadelphie le 18 mars 1949 et vendu pour démolition le 10 décembre 1949 à un chantier installé à Wilmington, en Caroline du Nord.